# Huỳnh Thị Chiến Hòa
Huỳnh Thị Chiến Hòa (sinh ngày 18 tháng 4 năm 1973) là nữ chính trị gia nước Cộng hòa xã hội chủ nghĩa Việt Nam. Bà hiện là Phó Bí thư thường trực Tỉnh ủy Đắk Lắk , Bí thư Đảng đoàn, Chủ tịch Hội đồng nhân dân tỉnh Đắk Lắk.
Huỳnh Thị Chiến Hòa là đảng viên Đảng Cộng sản Việt Nam, chuyên ngành Cử nhân Kinh tế đối ngoại, Cao cấp lý luận chính trị. Sự nghiệp của bà đều công tác ở hệ thống cơ quan Đảng và Nhà nước của tỉnh Đắk Lắk.

## Xuất thân và giáo dục
Huỳnh Thị Chiến Hòa sinh ngày 18 tháng 4 năm 1973 tại xã Phổ Ninh, huyện Đức Phổ, nay là thị xã thuộc tỉnh Quảng Ngãi. Bà lớn lên ở Phổ Ninh, đến năm 1992 thì vào Thành phố Hồ Chí Minh học đại học, tốt nghiệp Cử nhân chuyên ngành Kinh tế ngoại thương vào năm 1996. Bà được kết nạp Đảng Cộng sản Việt Nam vào ngày 15 tháng 9 năm 2000, là đảng viên chính thức từ ngày 15 tháng 9 năm 2001, theo học và có bằng Cao cấp lý luận chính trị tại Học viện Chính trị Quốc gia Hồ Chí Minh. Nay bà cư trú tại đường Ngô Quyền, phường Tân An, thành phố Buôn Ma Thuột, tỉnh Đắk Lắk.

## Sự nghiệp
Tháng 8 năm 1996, sau khi tốt nghiệp đại học, Huỳnh Thị Chiến Hoa được tuyển vào làm việc tại Công ty Đầu tư xuất nhập khẩu Đắk Lắk – một doanh nghiệp nhà nước của Ủy ban nhân dân tỉnh Đắk Lắk, phân công làm nhân viên của doanh nghiệp này chi nhánh Thành phố Hồ Chí Minh. Tháng 5 năm sau, bà được điều trở lại trụ sở công ty ở thành phố Buôn Ma Thuột, làm kế toán của doanh nghiệp. Đến tháng 9 năm 1999, sau 3 năm ở doanh nghiệp, bà được điều chuyển sang làm công chức, bổ nhiệm làm Chuyên viên Sở Kế hoạch và Đầu tư tỉnh Đắk Lắk. Tháng 7 năm 2001, bà được thăng chức làm Phó Trưởng phòng Kinh tế đối ngoại của Sở Kế hoạch và Đầu tư tỉnh, rồi Trưởng phòng từ tháng 12 năm 2008. Tháng 10 năm 2009, bà được bổ nhiệm làm Phó Giám đốc Sở Kế hoạch và Đầu tư, sau đó thăng chức và chuyển vị trí làm Giám đốc Sở Ngoại vụ tỉnh Đắk Lắk từ tháng 7 năm 2011. Trong năm này, bà ứng cử và trúng cử Đại biểu Hội đồng nhân dân tỉnh Đắk Lắk khóa 2011–16. Tháng 11 năm 2014, bà được bầu bổ sung làm Ủy viên Ban Chấp hành Đảng bộ tỉnh Đắk Lắk.
Từ tháng 10 năm 2015, tại Đại hội Đại biểu Đảng bộ tỉnh Đắk Lắk lần thứ XVI, Huỳnh Thị Chiến Hòa được bầu làm Ủy viên Ban Thường vụ Tỉnh ủy Đắk Lắk khóa 2015–20, tiếp tục là Giám đốc Sở Ngoại vụ tỉnh cho đến cuối năm, rồi được miễn chức và phân công làm Trưởng Ban Tuyên giáo Tỉnh ủy Đắk Lắk, tái đắc cử vị trí này tại Đại hội Đảng bộ tỉnh Đắk Lắk lần thứ XVII vào tháng 10 năm 2020. Năm 2016, bà tiếp tục trúng cử là Đại biểu Hội đồng nhân dân tỉnh Đắk Lắk khóa IX nhiệm kỳ 2016–21, và tiếp tục khóa X nhiệm kỳ 2021–2026.   
Ngày 22 tháng 9 năm 2022, Hội đồng nhân dân tỉnh Đắk Lắk tổ chức hội nghị chuyên đề về bầu cử chức vụ lãnh đạo, Huỳnh Thị Chiến Hòa được bầu làm Chủ tịch Hội đồng nhân dân tỉnh, kế nhiệm Ủy viên dự khuyết Trung ương Đảng Y Vinh Tơr, và đồng thời cũng là Bí thư Đảng đoàn của Hội đồng nhân dân tỉnh, miễn nhiệm chức vụ Trưởng Ban Tuyên giáo Tỉnh ủy.
Ngày 11 tháng 10 năm 2024, Tỉnh ủy Đắk Lắk đã công bố Quyết định số 1559-QĐNS/TW, ngày 16/9/2024 của Ban Bí thư Trung ương Đảng chuẩn y đồng chí Huỳnh Thị Chiến Hòa, Ủy viên Ban Thường vụ Tỉnh ủy, Chủ tịch HĐND tỉnh Đắk Lắk khóa X, nhiệm kỳ 2021 - 2026 giữ chức Phó Bí thư Tỉnh ủy Đắk Lắk, nhiệm kỳ 2020 - 2025.